# Donoessus striatus
Donoessus striatus là một loài nhện trong họ Salticidae.
Loài này thuộc chi Donoessus. Donoessus striatus được Eugène Simon miêu tả năm 1902.